# Теорема потпуне вероватноће
Теорема потпуне вероватноће је појам из вероватноће. Користи се за израчунавање вероватноће неког догађаја у односу на његов потпун систем хипотеза.

## Потпун систем хипотеза
Ако за узајамно искључиве догађаје {\displaystyle H_{1}}, ... , {\displaystyle H_{n}} и догађај {\displaystyle A} важи:
{\displaystyle A\subset H_{1}\cup ...\cup H_{n}}
тада се каже да догађаји {\displaystyle H_{1}}, ... , {\displaystyle H_{n}} чине потпун систем хипотеза у односу на догађај {\displaystyle A}.
На пример, ако имамо догађаје {\displaystyle A} и {\displaystyle B}, тада су догађај {\displaystyle B} и њему супротан догађај {\displaystyle B'} заправо потпун систем хипотеза у односу на догађај {\displaystyle A}, јер свакако важи {\displaystyle A\subset B\cup B'}.

## Теорема потпуне вероватноће
Ако догађаји {\displaystyle H_{1}}, ... , {\displaystyle H_{n}} чине потпун систем хипотеза у односу на догађај A, односно, ако је {\displaystyle \sum _{i=1}^{n}H_{i}=\Omega } где је {\displaystyle \Omega } скуп свих могућих елементарних догађаја, тада важи теорема потпуне вероватноће:
| {\displaystyle P(A)=\sum _{i=1}^{n}P(A\mid H_{i})P(H_{i})} |
Доказ теореме следи из чињенице да за потпун систем хипотеза важи:
{\displaystyle A=(AH_{1})\cup ...\cup (AH_{n})}
где је {\displaystyle AH_{1}} скраћени запис {\displaystyle A\cap H_{1}}. На основу овога, како су догађаји {\displaystyle H_{1}}, ... , {\displaystyle H_{n}} узајамно искључиви, важи:
{\displaystyle P(A)=P(AH_{1})+...+P(AH_{n})}
Даље се применом правила условне вероватноће добија теорема потпуне вероватноће.